# Mihăiță Hanghiuc
Mihăiță Hanghiuc (n. 7 noiembrie 1961, Galați) este un fost mijlocaș român de fotbal.

## Activitate
- FCM Dunărea Galați (1979-1980)
- FCM Dunărea Galați (1980-1981)[1]
- FCM Siderurgistul Galați (1981-1982)
- Dunărea CSU Galați (1982-1983)
- Dunărea CSU Galați (1983-1984)
- FC Olt Scornicești (1984-1985)
- Oțelul Galați (1985-1986)
- Oțelul Galați (1986-1987)
- Oțelul Galați (1987-1988)
- Oțelul Galați (1988-1989)
- Oțelul Galați (1989-1990)
- Oțelul Galați (1990-1991)
- Gloria CFR Galați (1990-1991)
- Gloria CFR Galați (1991-1992)

A fost selecționat și a jucat în echipa națională a României.